# Paläontologische Sammlung der Universität Tübingen

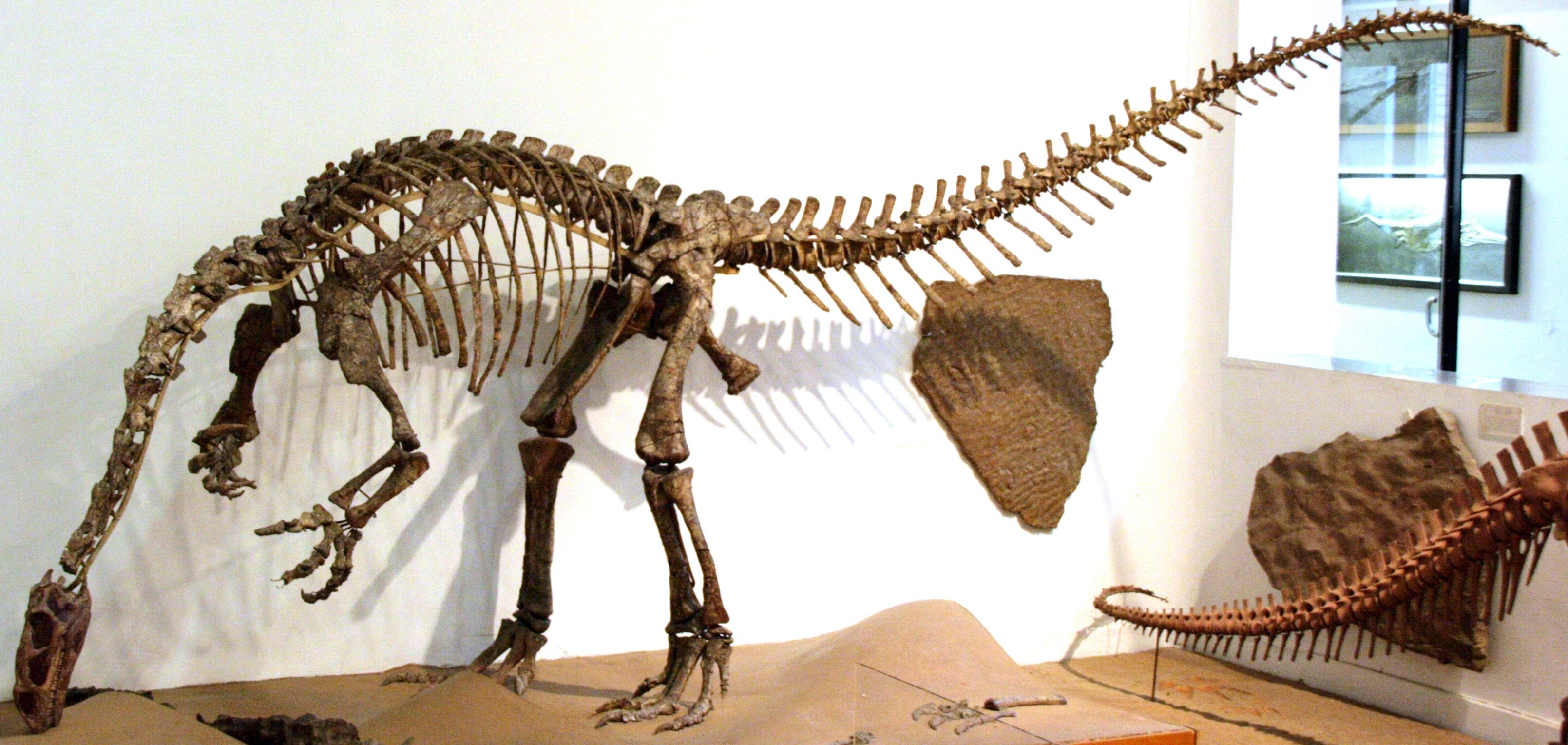
Der Dinosaurier Plateosaurus engelhardti: Skelett im Paläontologischen Museum der Universität. Es ist ein fast komplettes Individuum aus Trossingen, rekonstruiert und aufgestellt von Friedrich von Huene

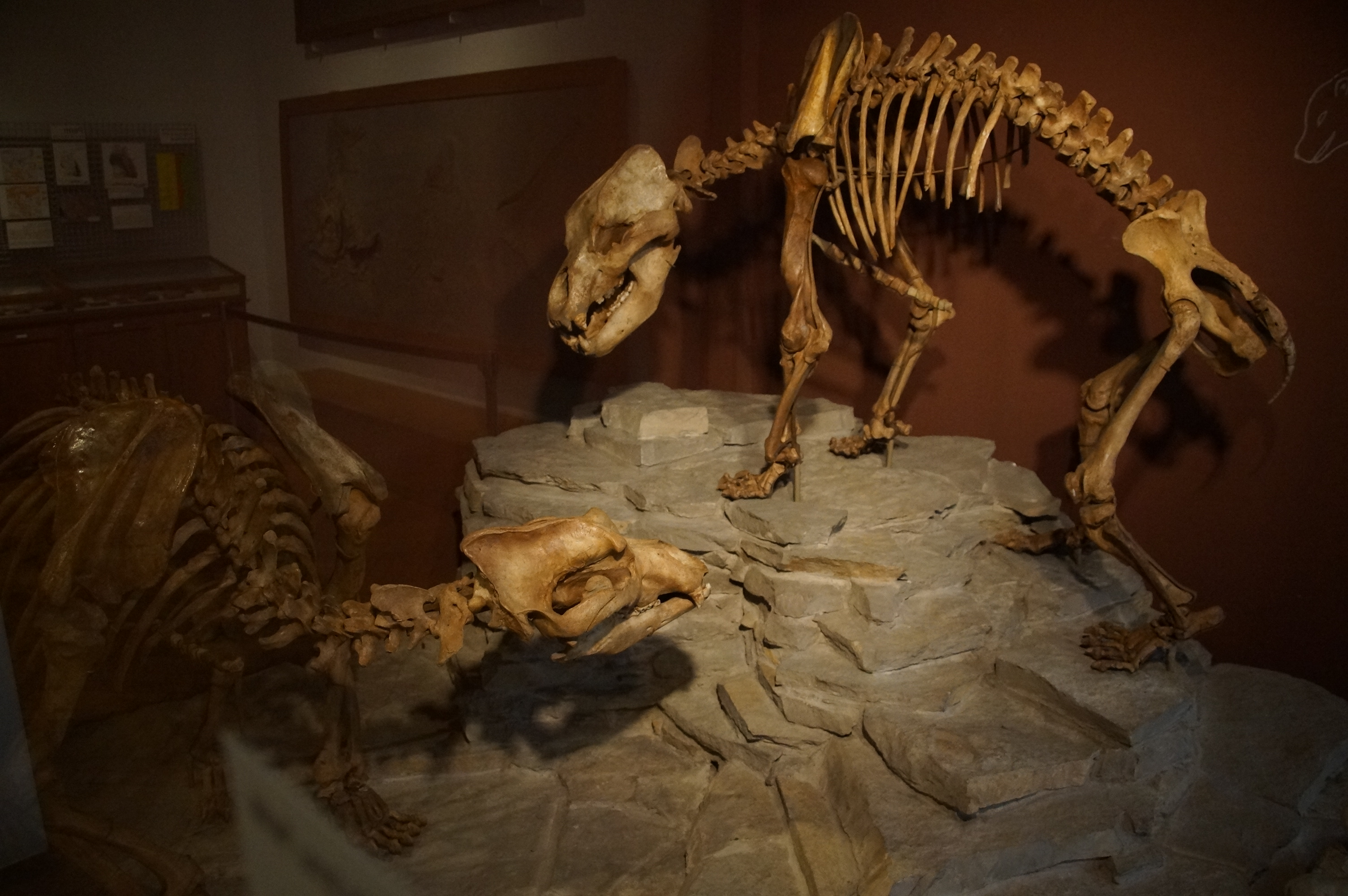
Skelette zweier Höhlenbären aus der Karls- und Bärenhöhle bei Sonnenbühl auf der Schwäbischen Alb

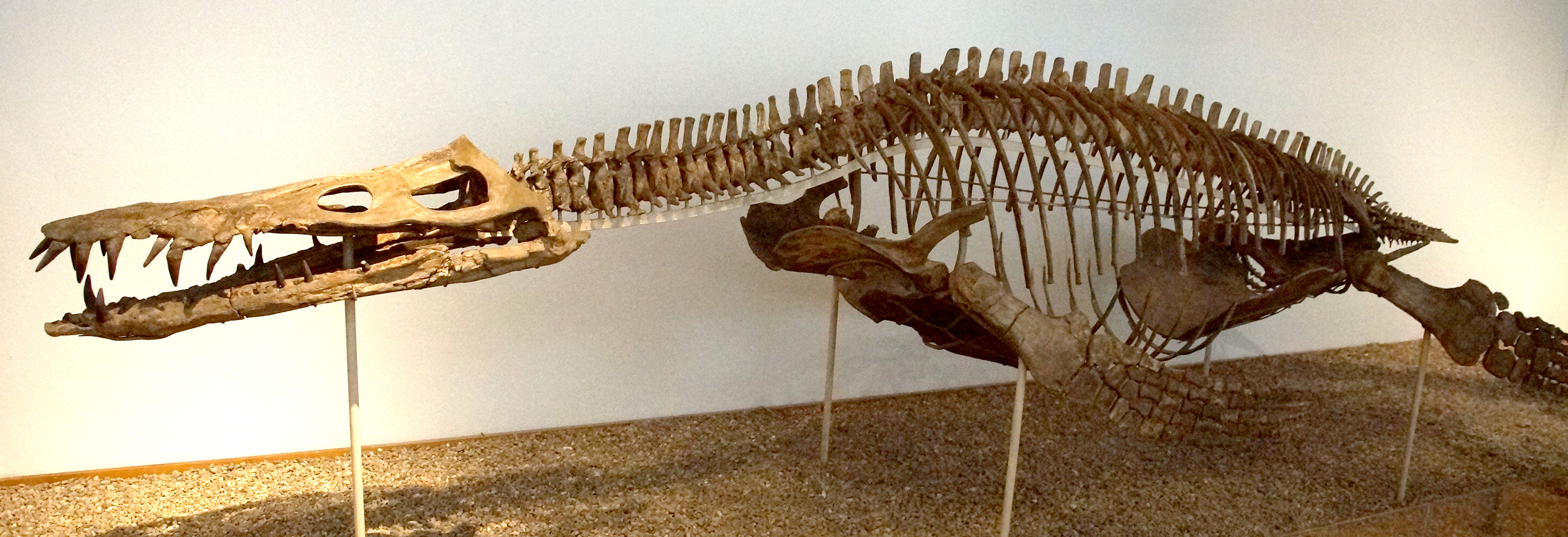
Lipleurodon ferox, ein Pliosaurier, im paläontologischen Institut der Universität Tübingen

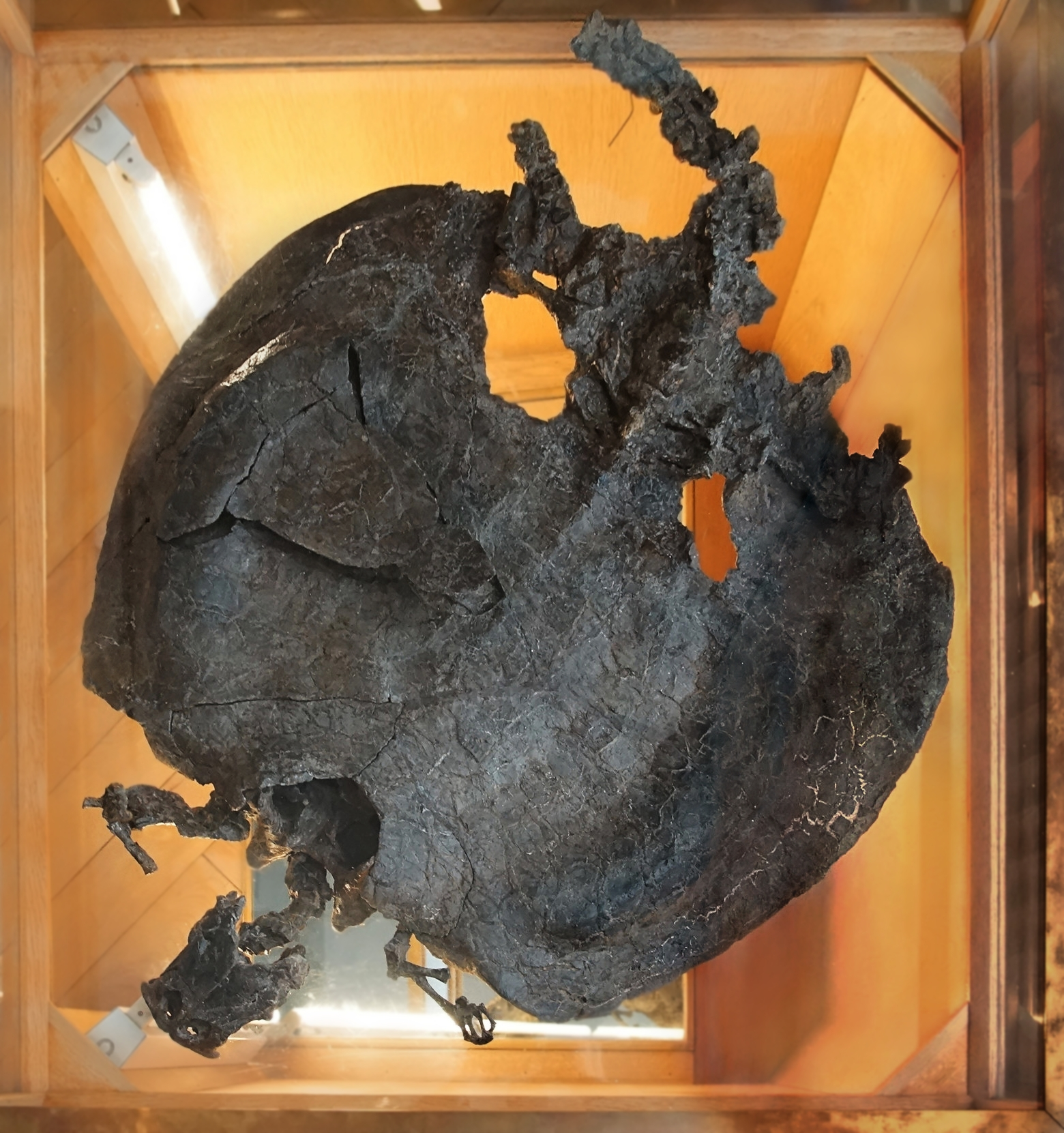
Eines von acht bisher entdeckten Exemplaren von Henodus chelyops, einem Placodontier (Pflasterzahnsaurier), ausgestellt im Paläontologischen Institut der Universität Tübingen. Alle bekannten Fossilien stammen aus dem Tübinger Goldersbachtal.

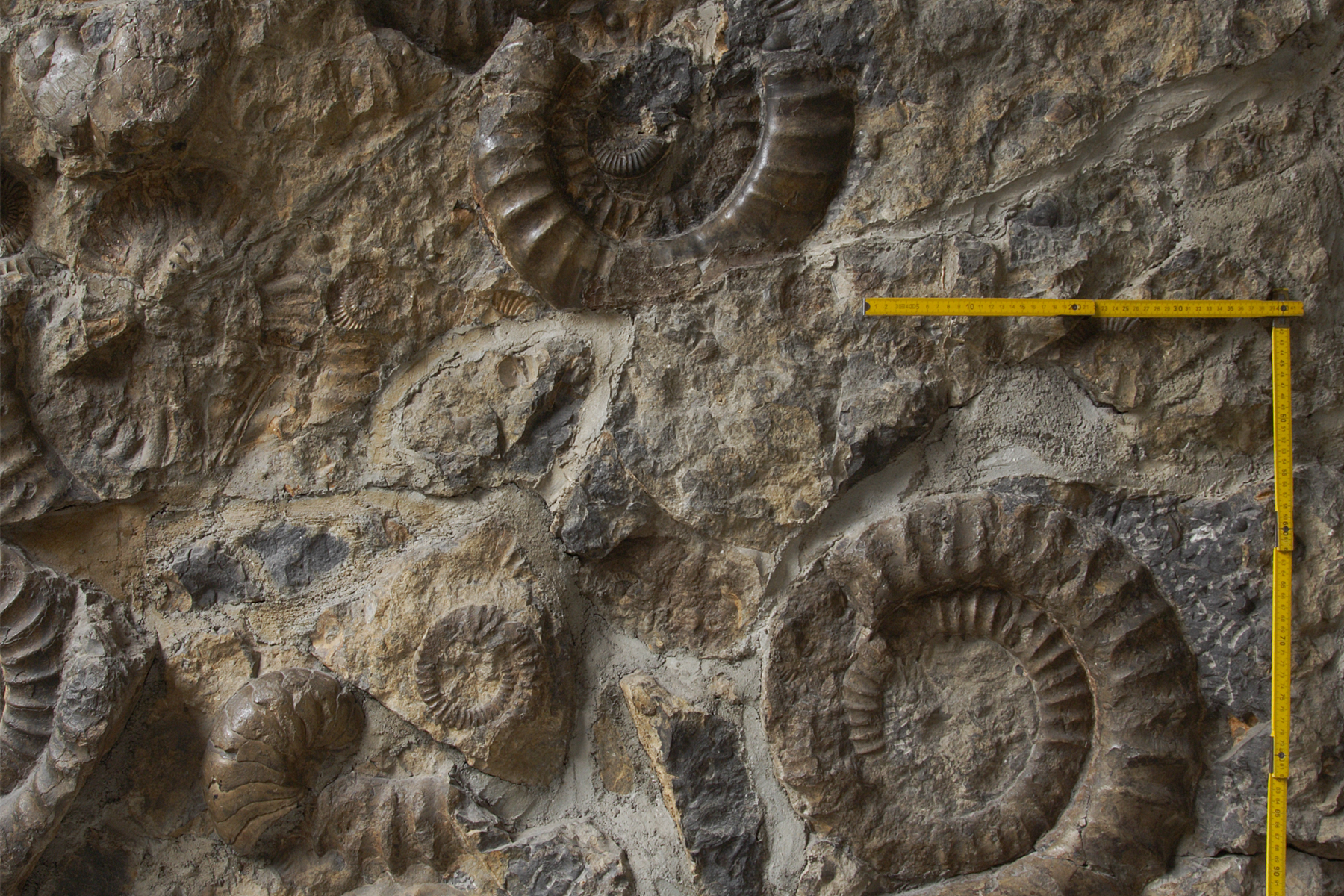
Sog. „Arietenpflaster“ (3,5 m), Ammoniten des Unterjuras aus Bodelshausen (bei Tübingen)

Die Paläontologische Sammlung der Universität Tübingen geht auf eine Lehrsammlung des ausgehenden 18. Jahrhunderts zurück und wurde in der Folgezeit von Mitgliedern der Universität wie auch durch Privatsammlungen erweitert. Sie besteht derzeit aus rund 600.000 Objekten, die aus allen Bereichen der Paläontologie, von der Mikropaläontologie bis zur Wirbeltierpaläontologie, stammen. Die Ausstellungsräume der Sammlung wurden in den Jahren 2010 und 2011 vollständig renoviert und bieten einen Überblick über Fossilien Südwestdeutschlands, die Entwicklung des Lebens und speziell marine Reptilien wie Ichthyosaurier, Plesiosaurier und Meereskrokodile, sowie die frühe Entwicklung der Säugetiere und der Therapsiden. Die Paläontologische Sammlung der Universität Tübingen zählt zu den größten Universitätssammlungen Deutschlands und ist eine Teilsammlung des Museums der Universität Tübingen MUT.

## Sammlungsschwerpunkte
Besonders hervorzuheben sind die Sammlungstätigkeiten folgender Forscher: Friedrich August Quenstedt, der im 19. Jahrhundert den Grundstock für die systematische paläontologische Erforschung der Schwäbischen Alb legte, die Wirbeltierfossilien aus der Sammlung des Paläontologen Friedrich von Huene, die Ammoniten-Sammlungen von Otto Heinrich Schindewolf, sowie die umfangreiche Spurensammlung von Adolf Seilacher. Unter den Mikrofossilien ist besonders die Sammlung des Reutlinger Schullehrers Alfred Eisenack zu erwähnen.